# Castel d'Azzano
Castel d'Azzano es una localidad y comune italiana de 11.662 habitantes, ubicada en la provincia de Verona (una de las siete provincias de la región de Véneto). 

## Demografía
| Gráfica de evolución demográfica de Castel d'Azzano entre 1861 y 2001 |
|                                                                       |
| fuente ISTAT - elaboración gráfica a cargo de Wikipedia               |